# Quebrada de Tarajne
La  quebrada de Tarajne o río Tulan es un curso natural de agua que nace en las laderas occidentales de la divisoria de aguas con la laguna Miscanti y laguna Miñiques, desde donde fluye con dirección general poniente hasta desembocar en el Salar de Atacama en la Provincia El Loa, Región de Antofagasta, Chile.

## Caudal y régimen

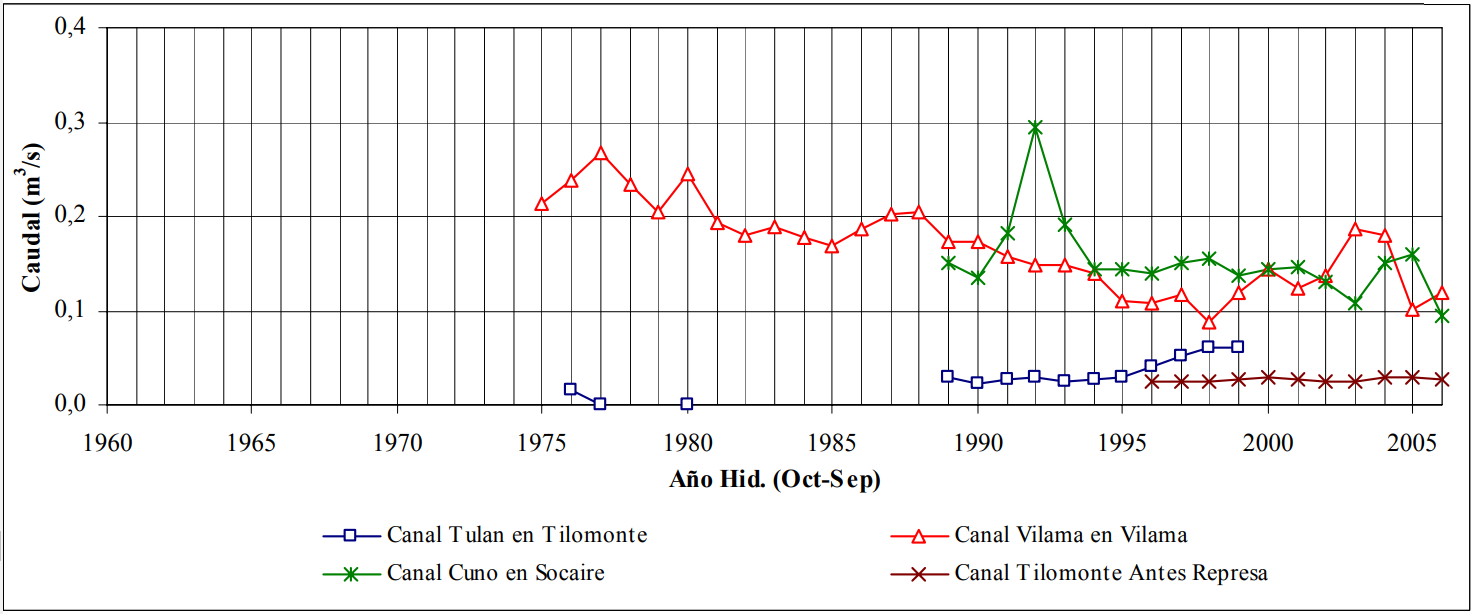
Caudales medios anuales del río Tulan y otros.

## Trayecto
Su trayecto total es de 40 km. En su cauce inferior es nombrado a veces río Tulan, como en el mapa de las FF.AA. de EE. UU. Con sus aguas se riegan los terrenos de labranza del poblado de Tilomonte.: 177 

## Historia
Francisco Solano Asta-Buruaga y Cienfuegos escribió en 1899 en su obra Diccionario Geográfico de la República de Chile sobre el lugar:
Tilomonte.-—Aldeilla del departamento de Antofagasta situada al extremo ó ángulo sudeste del extenso saladar de Atacama. Yace en los 23° 27' Lat. y 68° 06' Lon., á 2,400 metros de altitud. Corre por él un mediano arroyo que se pierde en el saladar. Tiene cortos terrenos de sembradío y una hermosa mancha de algarrobos (Proposis siliquastrum) y chañares (Gourlica chilensis) que aprovechan sus pocos habitantes. Cerca también hacia el norte está el pueblecito de Peine en el mismo departamento.
Tilopozo.-—Paraje del departamento de Antofagasta situado en la extremidad austral del lago salado de Atacama y á corta distancia al poniente de Tilomonte. Se halla á 2,370 metros sobre el nivel del Pacífico y en la latitud 23º 47' y longitud 68° 12'. Hay en él un fontanar en forma de pozo, que le da el nombre, del cual sale un corto arroyo de agua un poco salobre y termal, que luego desaparece en un pantano.
Luis Risopatrón la describe en su Diccionario Jeográfico de Chile de 1924:: 869 
Tarajne (Quebrada de) 23° 50' 68° 10' Ofrece agua abundante i constante, de sabor salino i bosques de algarrobos i chañares, hasta de 1 m de grueso, corre hácia el NW i forma una pequeña ciénaga, a unos 2 kilómetros al E del lugarejo de Tilomonte. 1, x, p. 33; Tarajane en 149, i, p. 222; i de Tilomonte en 161, ii, p. 89.